# 가시와기정
가시와기정(柏木町)은 아오모리현 미나미쓰가루군에 설치되었던 정이다. 현재의 히라카와시에 해당한다.

## 연혁
- 1889년 4월 1일 - 정촌제 시행에 의해 미나미쓰가루군 카시와기마치촌, 고스기촌, 요쓰야촌, 이시바타촌, 하라다촌, 다이보촌, 이와다테촌, 후키아게촌, 다카하타촌, 이시고촌이 합병해 가시와기마치촌을 발족하였다.
- 1929년 7월 1일 - 개칭 후 정제 시행시 가시와기정이 되었다.
- 1955년 3월 1일 - 미나미쓰가루군 다이코지정, 다케다테촌, 마치이촌, 오자키촌과 합병해, 히라가정이 되어 소멸하였다.